# Hot Dance Club Songs
Hot Dance Club Songs (dawniej Hot Dance Club Play) – jedna z list przebojów opracowywanych przez amerykański magazyn muzyczny Billboard. Notowania najbardziej popularnych w amerykańskich klubach piosenek w stylu dance-club, tworzone są co tydzień na podstawie playlist tworzonych przez DJ-ów (którzy uprzednio muszą spełnić odpowiednie kryteria).

## Historia
Notowanie to powstało w 1974 roku i pierwotnie nosiło nazwę Disco Action. Analizowało wówczas co tydzień piosenki w stylu disco z całego kraju.
28 sierpnia 1976 roku lista zmieniła nazwę na National Disco Action Top 30, później rozszerzono notowanie do 40 pozycji. W 1979 roku rozszerzono notowanie do 60 pozycji, następnie do 80 i w końcu do 100, jednak w 1981 roku powrócono ostatecznie do 80 miejsc obejmujących notowanie.
16 marca 1985 roku z jednego notowania stworzono dwa. Pierwsze z nich to Hot Dance/Disco, monitorujące piosenki klubowe (50 pozycji), natomiast drugie nosiło nazwę Hot Maxi-Single Sales i zajmowało się sprzedażą Maxi-singli (50 pozycji).
Te dwa notowania istnieją do dziś pod nazwami Hot Dance Club Play oraz Hot Dance Single Sales. W 2003 roku magazyn Billboard utworzył nowe notowanie pod nazwą Hot Dance Airplay, monitorujące dane z siedmiu stacji radiowych w USA grających muzykę w stylu dance.

## Artyści z największą liczbą numerów jeden na liście Hot Dance Club Songs
| Pozycja | Artysta          | Numery jeden |
| ------- | ---------------- | ------------ |
| 1       | Madonna          | 50           |
| 2       | Rihanna          | 23           |
| 3       | Beyoncé          | 22           |
| 4       | Janet Jackson    | 19           |
| 5       | Mariah Carey     | 17           |
| 5       | Donna Summer     | 17           |
| 7       | Kristine W       | 16           |
| 7       | Jennifer Lopez   | 16           |
| 9       | Katy Perry       | 15           |
| 10      | Whitney Houston  | 13           |
| 10      | Enrique Iglesias | 13           |
| 10      | Lady Gaga        | 13           |
| 10      | Pitbull          | 13           |